# Dimorphorchis graciliscapa
Dimorphorchis graciliscapa är en orkidéart som först beskrevs av Anthony L. Lamb och Phyau Soon Shim, och fick sitt nu gällande namn av Phillip James Cribb. Dimorphorchis graciliscapa ingår i släktet Dimorphorchis och familjen orkidéer. Inga underarter finns listade i Catalogue of Life.